# Walter Gronostay
Walter Gronostay (* 29. Juli 1906 in Berlin; † 10. Oktober 1937 in Sacrow bei Potsdam) war ein deutscher Komponist, der besonders als Filmkomponist tätig war.

## Leben und Werk
Der Berliner, dessen Vorfahren aus Ostpreußen stammten, brachte sich die Grundkenntnisse der Musik autodidaktisch bei. 13-jährig legte er seine erste eigene Komposition vor, ein Jahr später nahm er Kompositionsunterricht bei Hugo Kaun.
Bald darauf arbeitete er als Musiklehrer, als Geiger in Kreuzberg und als Dirigent eines Kreuzberger Orchesters. Im Alter von 16 Jahren besuchte er die Klavierklasse an der Hochschule für Musik. Dank eines Stipendiums wurde er drei Jahre später zur Meisterklasse für Komposition an der Akademie der Künste zugelassen.
Sein Lehrer hier war Arnold Schönberg. Das von ihm komponierte Streichtrio wurde beim ersten Konzert der Schönberg-Schüler 1927 durch Mitglieder des Wiener Streichquartetts (Rudolf Kolisch, Eugene Lehner und Benar Heifetz) uraufgeführt. Im selben Jahr entstand seine Kurzoper In zehn Minuten, die 1928 in Baden-Baden mit großem Erfolg auf die Bühne kam. 
Gronostay erhielt daraufhin eine Anstellung als Korrepetitor und Hilfsregisseur am Deutschen Opernhaus. Mit seiner Hörspieloper Mord (1929) gelang ihm ein weiterer Erfolg. Der junge Komponist erhielt zu dieser Zeit hervorragende Kritiken für seine innovative atonale Musik. Er komponierte Lieder, Klavierstücke, Kammermusik, Orchesterwerke (Rumänische Skizzen für Orchester, 1937) und die einaktige Oper Judith. 1932 vertonte er mit Mann im Beton. Eine proletarische Ballade den Text von Günther Weisenborn und Robert Adolf Stemmle für den Deutschen Arbeiter-Sängerbund, ein Stück für Männerchor, Sprechchor, 7 Solosprecher, Lichtbilder und Blasorchester. 
Für den Rundfunk schrieb er Musik zu Hörspielen, wie An ihren Taten sollt ihr sie erkennen von Goetz Otto Stoffregen (1933), Stein, gib Brot von Alfred Karrasch (1934), Der Flieger (Funkballade von Peter Hagen; 1935) oder Winke, bunter Wimpel (1937, Text: Karrasch).
Seit 1929 widmete er sich auch der Filmmusik. Gronostay kam bei verhältnismäßig ambitionierten Produktionen zum Einsatz, darunter die beiden Olympiade-Dokumentationen Jugend der Welt und Leni Riefenstahls Olympia. Seine Musik wurde in der Zeit des Nationalsozialismus konventioneller, lediglich beim Rundfunk zeigten seine Werke noch experimentelle Züge. Unklar ist, ob Gronostay nach der Machtergreifung der NSDAP beitrat. Zwar behauptet ein empfehlendes Schreiben des Reichsrundfunks von 1935 dies, aber eine entsprechende Karteikarte in der freilich unvollständig erhaltenen Zentralkartei der Partei fehlt.
Der jüdische Schönberg-Schüler Bernd Bergel hat bezeugt, dass Gronostay ihm während der Zeit des Nationalsozialismus (bis zu seiner Emigration nach Palästina) durch Vermittlung lukrativer Aufträge entscheidend geholfen hat. Bergel komponierte für den Berliner Rundfunk sowie Filmmusik unter dem Pseudonym Walter Gronostay, beispielsweise die Musik zu den Filmen Lady Windermeres Fächer (1935), Die letzten Vier von Santa Cruz (1936) und Savoy-Hotel 217 (1936). Diese Filmmusiken Bergels wurden von Gronostay offiziell als seine eigenen deklariert, weshalb sie noch heute gelegentlich irrtümlich als Werke Gronostays verzeichnet werden. Es kam sogar dazu, dass Musik von Bergel (unter Gronostays Namen) für einen nationalsozialistischen Propagandafilm verwendet wurde.
Walter Gronostay hatte 1930 die Jüdin Eva Schönfeldt geheiratet. Aus der Ehe ging die Tochter Sylvia hervor, die kurz vor seinem Tod geboren wurde. Eva und Sylvia Gronostay entkamen den Nationalsozialisten in Österreich, wo sie von einer mutigen Familie bis zum Ende des Dritten Reichs versteckt wurden. Walter Gronostay starb überraschend im Alter von erst 31 Jahren. Seine Tochter übergab seinen Nachlass dem Archiv der Akademie der Künste in Berlin. Der israelische Musikwissenschaftler Peter Gradenwitz schrieb über Gronostay: „Der 10. Oktober 1937 beraubte die deutsche Musikszene und die musikalische Welt eines der originellsten, weitschauenden Pioniere der Musik für die neu entstandenen Medien Rundfunk, Schallplatte, Film, eines Komponisten, dessen Werk noch heute >zeitgemäß< interessiert, unterhält und erfreut wie das >Zeitgemäße Divertimento 1929<.“

## Filmmusiken
- 1929: Sprengbagger 1010
- 1929: Alles dreht sich, alles bewegt sich
- 1931: Europa Radio
- 1933: Reifende Jugend
- 1933: Der Tunnel
- 1934: Totes Wasser (Dood water)
- 1934: Gorch Fock
- 1935: Glückspilze
- 1935: Metall des Himmels
- 1935: Nacht der Verwandlung
- 1935: Friesennot
- 1935: Hände am Werk (Dokumentarfilm der Reichsleitung der NSDAP)
- 1935: Kultur über dem Alltag (Werbefilm für die Nationalsozialistische Kulturgemeinde)
- 1936: Jugend der Welt
- 1936: Rubber
- 1936: Straßenmusik
- 1936: Savoy-Hotel 217
- 1936: Stadt Anatol
- 1936/38: Olympia (2 Teile)
- 1937: Die Kronzeugin
- 1938: Der Katzensteg
- 1938: Revolutionshochzeit